# Hidrogen lichid
Hidrogenul lichid (prescurtări: LH2 sau LH2) desemnează starea lichidă a elementului chimic hidrogen. Atât hidrogenul gaz cât și cel lichid au formula moleculară H2.
Pentru a-l lichefia, gazul H2 trebuie comprimat și răcit la temperatură foarte joasă, de 20,28 K (−252,87 °C). O metodă obișnuită de lichefiere a hidrogenului este comprimarea într-un compresor centrifugal, urmată de răcirea și destinderea sa într-un turbodetentor, similar cu cel al unui motor turboreactor. Ca la orice gaz, lichefierea hidrogenului permite stocarea sa în vase izolate termic, sub presiune.
Hidrogenul lichid este constituit din izomerii de spin: 99,79 % para și 0,21 % orto.

## Istoric
În 1885 Zygmunt Florenty Wróblewski a publicat pentru hidrogen valorile de 33 K pentru temperatura critică, 13,3 atmosfere pentru presiunea critică și 23 K pentru temperatura de fierbere, Lichefierea propriu-zisă a fost făcută pentru prima dată de James Dewar în 1898 folosind un ciclu de răcire în trepte și invenția sa, vasul Dewar. Prima sinteză a izomerului para, stabil în formă lichidă, a fost făcută în 1929 de către Paul Harteck și Karl Friedrich Bonhoeffer.

## Utilizări

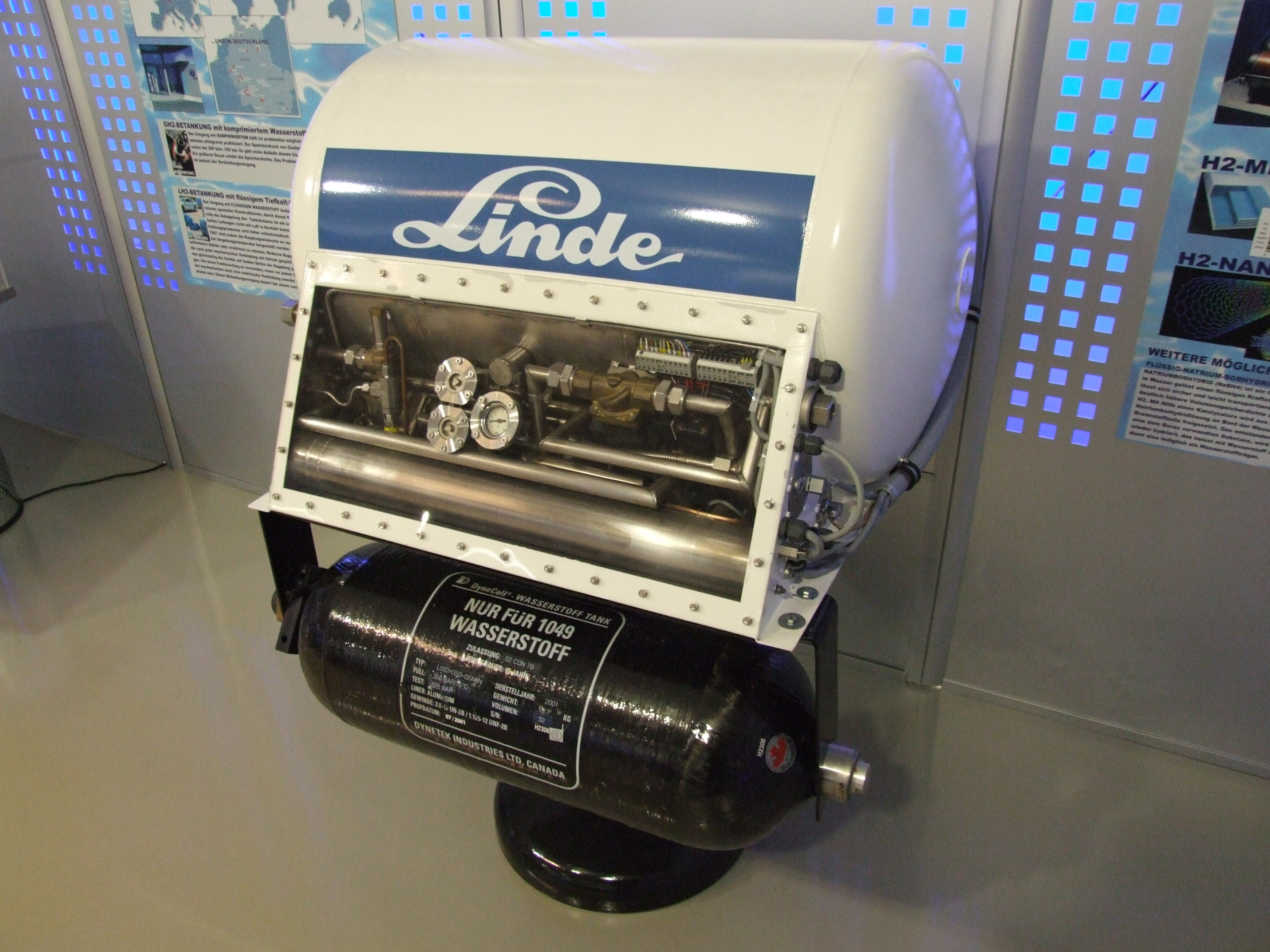
Vas pentru hidrogen lichid la Museum Autovision, Linde, Altlußheim, Germania.

Hidrogenul lichid, stocat în instalații criogenice este folosit drept combustibil pentru rachete, motoare cu ardere internă sau pile de combustie. Exemple de aplicații sunt submarinele de tip 212 sau 214 și diverse prototipuri de mașini, ca DeepC, BMW H2R.
Sistemele care folosesc LH2 sunt similare cu sistemele care folosesc GPL, însă, datorită densității scăzute, volumele sunt mai mari, la fel instalațiile de pompare și injecție.
Hidrogenul lichid este folosit și la moderarea neutronilor, deoarece masa atomilor de hidrogen este similară cu a acestora, astfel că transferul de energie cinetică în timpul coliziunilor este maxim.

## Avantaje
Arderea hidrogenului lichid este practic perfectă, rezultând doar apă. În acest sens, este considerată cu „emisii zero”.

## Dezavantaje
Datorită faptului că temperatura sa de fierbere este foarte scăzută, necesită instalații criogenice pentru răcirea recipientelor în care este stocat. De asemenea, izolarea termică a acestor recipiente este dificilă, astfel că apar pierderi prin evaporare. Cuantumul obișnuit al acestor pierderi este de 1 % pe zi.
De asemenea, în afară de măsurile de protecție obișnuite în cazul altor forme de hidrogen, trebuie ținut cont că temperatura sa scăzută poate lichefia oxigenul din aer, cu care dacă se amestecă apare pericolul de explozie.